# Национальный музей первобытных культур Тайваня
Национальный музей первобытных культур Тайваня (кит. трад. 國立臺灣史前文化博物館, пиньинь Guólì Táiwān Shǐqián Wénhuà Bówùguǎn) находится в городе Тайдун, уезд Тайдун, Тайвань.
Музей расположен рядом с железнодорожным вокзалом Тайдуна, в пяти минутах ходьбы по Боугуань-лу (Музейной улице).

## История
В 1980 году во время строительства Южной линии тайваньской железной дороги в ходе строительных работ были обнаружены артефакты неолитической культуры Бэйнань (卑南 遺址), (китайское «бэйнань» означает пуюма). После обнаружения сланцевых саркофагов и артефактов, по предложению правительства города Тайдун, строительство станции Тайдун было остановлено. За 10 лет раскопок команда под руководством Тайваньского государственного университета обнаружила более 1500 захоронений и десятки тысяч артефактов на территории около десяти гектаров. Эта находка оказалась самым важным археологическим памятником эпохи среднего неолита на Тайване. В последующие годы территория была преобразована в Парк культуры Бэйнань.
Предложение создать музей под открытым небом и здание музея было утверждено в 1990 году. Здание музея было спроектировано американским архитектором Майклом Грейвсом. Пробная эксплуатация началась 10 июля 2001 г., а официальное открытие музея состоялось 17 августа 2002 г.
Музей был закрыт на ремонт с 31 мая 2020 года, а в 2023 году возобновил работу. Часы работы: с 9.00 до 17.00, со вторника по воскресенье.

## Выставки
- Естественная история Тайваня (разработана MET Studio, Лондон)
- Первобытная эпоха Тайваня
- Коренные народы Тайваня (разработана MET Studio, Лондон)

## Фотогалерея

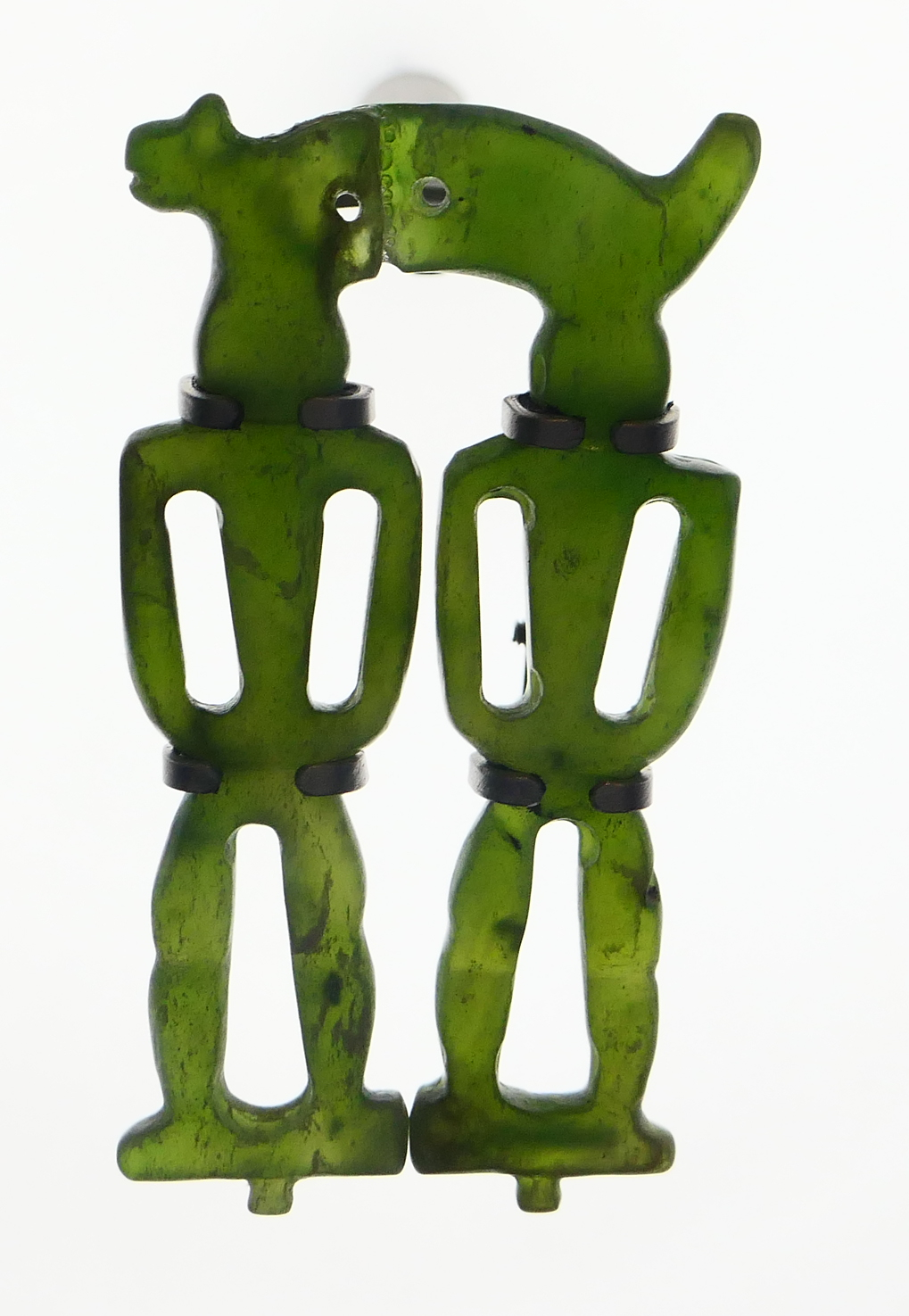
Археологический артефакт (стоянка Бэйнань)
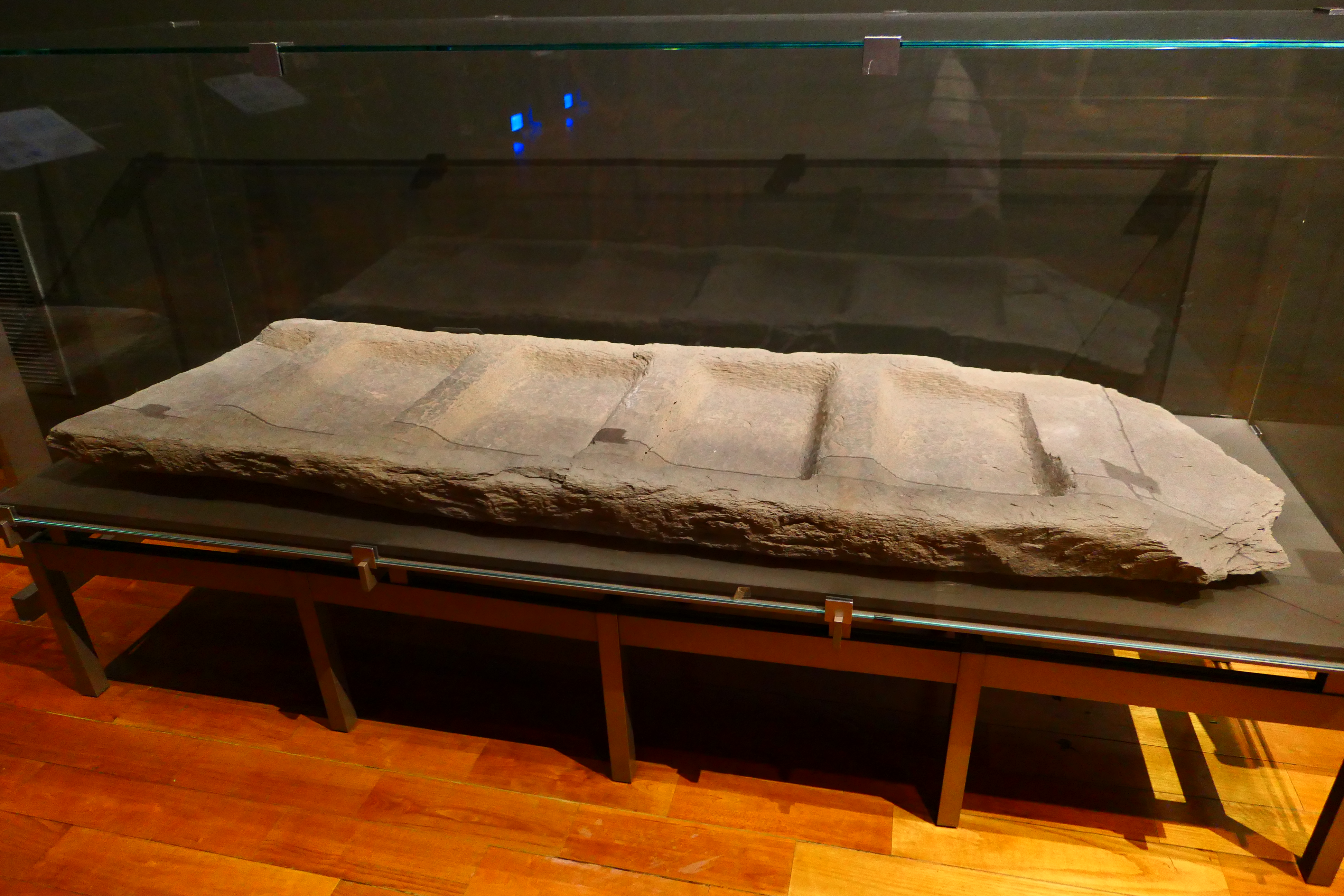
Археологический артефакт (стоянка Бэйнань)
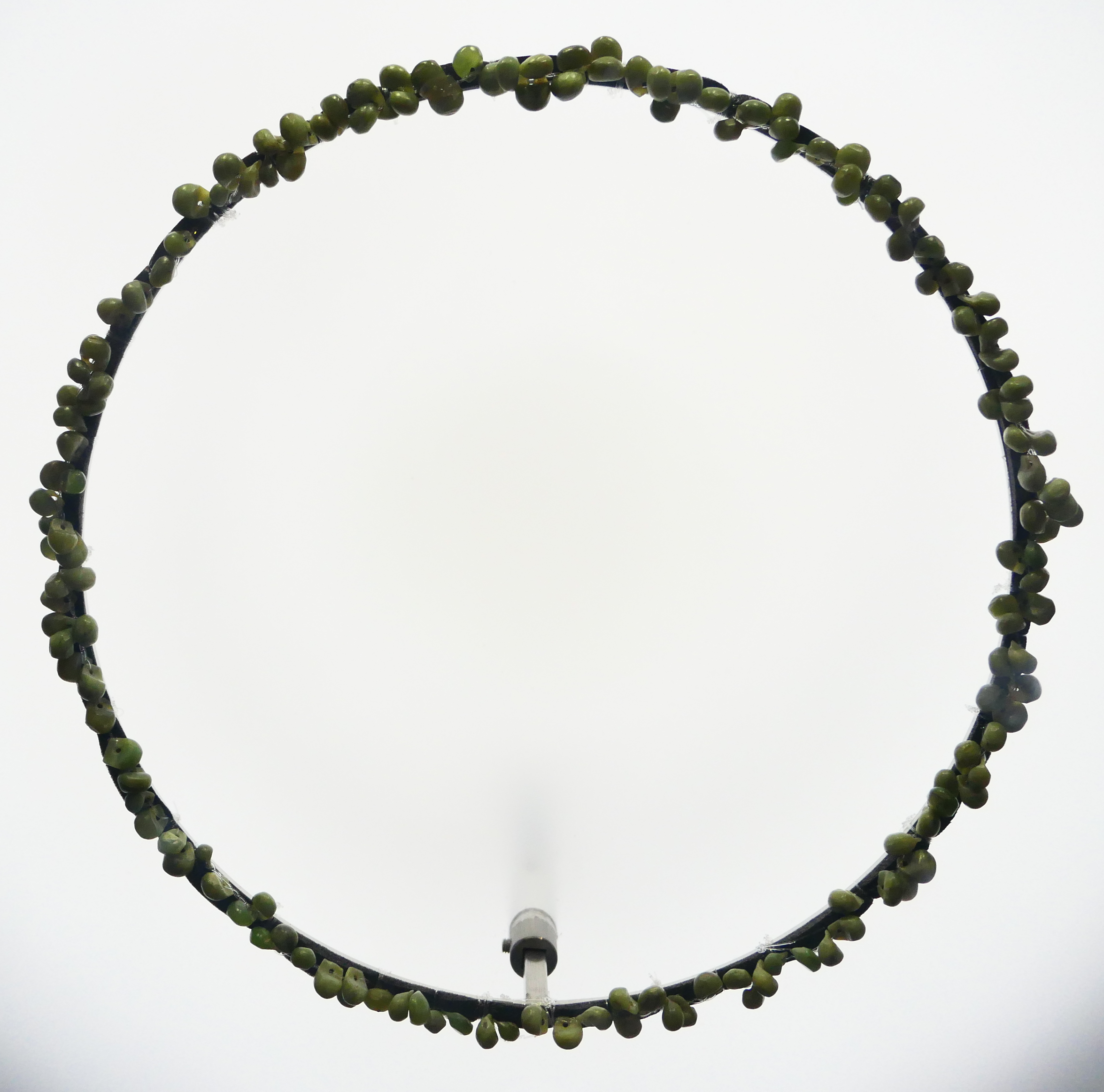
Археологический артефакт (стоянка Бэйнань)